# عداد تناسبي

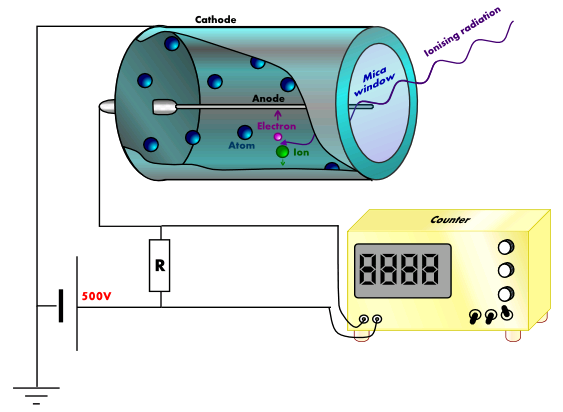
عند ما تعمل غرفة التأين بجهد أقل من منسوب غايغر فهي تكون عداد تناسبي.

العداد تناسبي في فيزياء الإشعاع هو مكشاف لقياس الأشعة المؤينة، مثل الإلكترونات، وأشعة ألفا وأشعة غاما. ويشبه في طريقة عمله عداد جايجر إلا أنه يفوق عليه حيث نستطيع قياس طاقة الأشعة بواسطة العداد التناسبي ولا يمكن قياسها بواسطة عداد جايجر.
كما نستطيع معرفتها بولع بواسطته تعيين نوع الإشعاع أو الجسيمات الأولية المؤينة، ولا نستطيع معرفتها بواسطة عداد جايجر.

## تركيبه وطريقة عمله
تركيب العداد التناسبي يشبه تركيب عداد جايجر وهو يتكون من غرفة أو أنبوب ممتلئ بغاز، وعندما يدخل فيه شعاع مؤين من الخارج يحدث تأين في الغاز. وتتجه الأيونات المتكونة في الغاز بحسب شحنتها إلى مجال كهربائي. تتجة الإلكلترونات المتحررة أثناء التأين وهي سالبة الشحنة إلى المصعد، وتتجه أيونات الغاز (وهي موجبة الشحنة) إلى المهبط السالب.
ويضبط المجال الكهربائي في الأنبوب على جهد عالي بحيث تكتسب الشحنات المتولدة عن تأين الغاز سرعات عالية وبالتالي طاقة حركة عالية تعمل على إنتاج أيونات إضافية كثيرة في الغاز. بذلك يحدث تضخيم كبير للنبضة الكهربائية الناتجة على المصعد، ويسهل قياسها.

## الاختلاف بينه وبين عداد جايجر
يختلف عداد جايجر عن العداد التناسبي في أن عداد جايجر يعمل عند جهد التشبع، وهذا يعني أن قوة جذب المصعد للإلكترونات المتولدة عن التأين تكون كبيرة جدا بحيث تنتج نبضة كهربائية دائما كبيرة متساوية لا تعتمد على طاقة الشعاع الساقط المتسبب في تأين الغاز.
أما في حالة العداد التناسبي فهو يعمل بجهد كهربائي أقل، وبهذا يعتمد عدد الأيونات المتكونة وبالتالي مقدار النبضة الكهربائية الناتجة علي المصعد على طاقة الشعاع الساقط، وتكون النبضة متناسبة مع طاقة الشعاع الساقط.
أي أن عداد جايجر يستطيع اكتشاف سقوط شعاع مؤين في الأنبوب، أما العداد التناسبي فيستطيع بالإضافة إلى ذلك معرفة طاقة الشعاع الساقط.
ويقترن بميزة العداد التناسبي هذه عيب من وجهة أخرى وهو أنه قليل الحساسية عندما نقيس به فوتونات ذات طاقة ضعيفة، بسبب أن ضعف طاقة الفوتون الساقط تتج نبضة جهدية صغيرة نسبيا ويصعب قياسها.
أي أننا نعتمد على عداد جايجر في حالة الفوتونات وأشعة ألفا وأشعة بيتا عندما تكون طاقتها ضعيفة. أو نستخدم نوعا آخر من العدادات الحساسة للأشعة الضعيفة مثل عدادات شبه الموصلات أو العداد الوميضي، أو مقياس حرارة الجسيمات الأولية .

## اقرأ أيضا
- تجربة أطلس
- مكشاف مصادم فيرميلاب
- عداد شيرينكوف
- عداد جايجر
- عداد وميضي
- عداد شبه الموصلات
- غرفة سحابية
- غرفة سلكية
- عداد جسيمات